# Paço do Lumiar
Paço do Lumiar este un oraș în unitatea federativă Maranhão (MA), Brazilia.